# Mustelus walkeri
 Mustelus walkeri  — недавно описанный вид хрящевых рыб рода обыкновенных куньих акул семейства куньих акул отряда кархаринообразных. Обитает в западной части Тихого океана. Максимальная зафиксированная длина 112 см. Опасности для человека не представляет. Коммерческого значения не имеет.

## Таксономия
Впервые вид научно описан в 2008 году. Голотип представляет собой взрослого самца длиной 92,6 см, пойманного в 1986 году на северо-востоке у острова Хинчинбрук Айленда (Квинсленд) на глубине 298—306 м. Паратипы: 4 взрослых самца длиной 85,5, 91,2, 91,8 и 90,2 см, пойманные там же, тогда же на глубинах от 218 до 308 м; 4 неполовозрелых самца длиной 32,6, 31,9, 41,5  и 70,7 см, пойманные там же, тогда же на глубине 300 м; 3 самки длиной 111,3, 45,5 и 36,6, пойманные там же, тогда же на глубинах от 212 до 402 м; 3 неполовозрелых самца длиной 42,7, 32,7 и 36,5 и одна самка длиной 31,4, пойманные в 1985 у Рифа Сумарза на глубине от 301 до 403 м; самка длиной  99,2 см, пойманная в 1993 году в бухте англ. Rockingham.

## Ареал
Mustelus walkeri являются эндемиком западной части Тихого океана, они обитают у  восточного побережья Австралии на континентальном шельфе и в верхней части материкового склона и на глубине 52—403м.

## Описание
У Mustelus walkeri довольно высокие спинные плавники. Длина основания первого спинного плавника в 1,6—2 раза превосходит расстояние от анального до хвостового плавника. Щёчно-глоточными зубчики покрывают всю полость глотки и дно ротовой полости. У самцов имеются длинные, тонкие и приплюснутые птеригоподии, длина которых по внутренней стороне составляет 9—10% от длины тела. Позади глаз расположены дыхальца, нижний край которых находится на уровне середины края глаза. Во рту 69—73 зубных рядов. В прекаудальном отделе позвоночник 78—94 позвонков. Окрас серый с многочисленными белыми пятнышками, брюхо светлое. Основание и внутренний край спинных плавников у молодых акул, длина которых не превышает 40 см, окрашены в беловатый цвет и сильно контрастируют с дистальной поверхностью плавников. Кроме того, хвостовой плавник у них имеет светлую окантовку.

## Биология
Самцы Mustelus stevensi' достигают половой зрелости при длине 75 см. Максимальная зафиксированная длина 103 см.

## Взаимодействие с человеком
Вид не представляет опасности для человека. В качестве прилова в незначительном количестве попадает в коммерческие жаберные сети и донные яруса.  Данных для оценки статуса сохранности данного вида недостаточно.